# Albrecht I (książę Brunszwiku-Grubenhagen)
Albrecht I (ur. ok. 1339 r., zm. w 1383 r.) – książę Brunszwiku-Grubenhagen od 1361 r. z dynastii Welfów.

## Życiorys
Albrecht był najstarszym synem Ernesta I, księcia Brunszwiku-Grubenhagen, oraz Adelajdy z rodu hrabiów Everstein-Polle. Już za życia ojca dopuszczony do współrządów, po jego śmierci objął samodzielnie władzę w większej części księstwa (młodszemu bratu odstąpił jedynie dwa okręgi). Toczył liczne spory z sąsiadami, czego powodem było tolerowane przez niego rozbójnictwo. W efekcie tych konfliktów Albrecht popadł w ogromne kłopoty finansowe, z których ratował się zastawianiem oraz sprzedażą swych dóbr i praw. 
Żoną Albrechta była Agnieszka, córka książę Brunszwiku i Lüneburga Magnusa II. Jedynym dzieckiem z tego małżeństwa był Eryk, który w chwili śmierci Albrechta był niemowlęciem.